# پدربزرگ و مادربزرگ

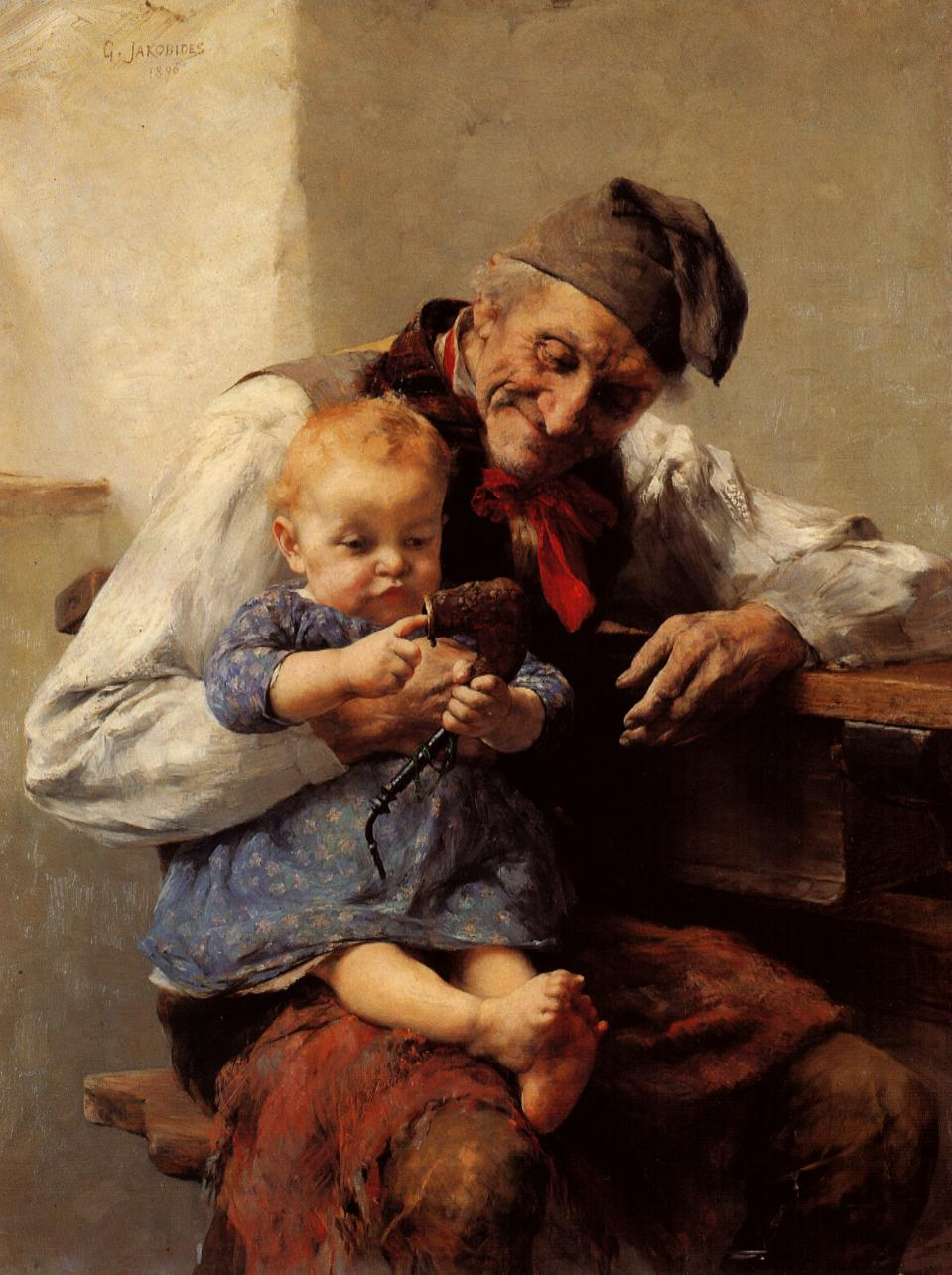
(سوگلی) پدربزرگ و نوه‌اش سال ۱۸۹۰

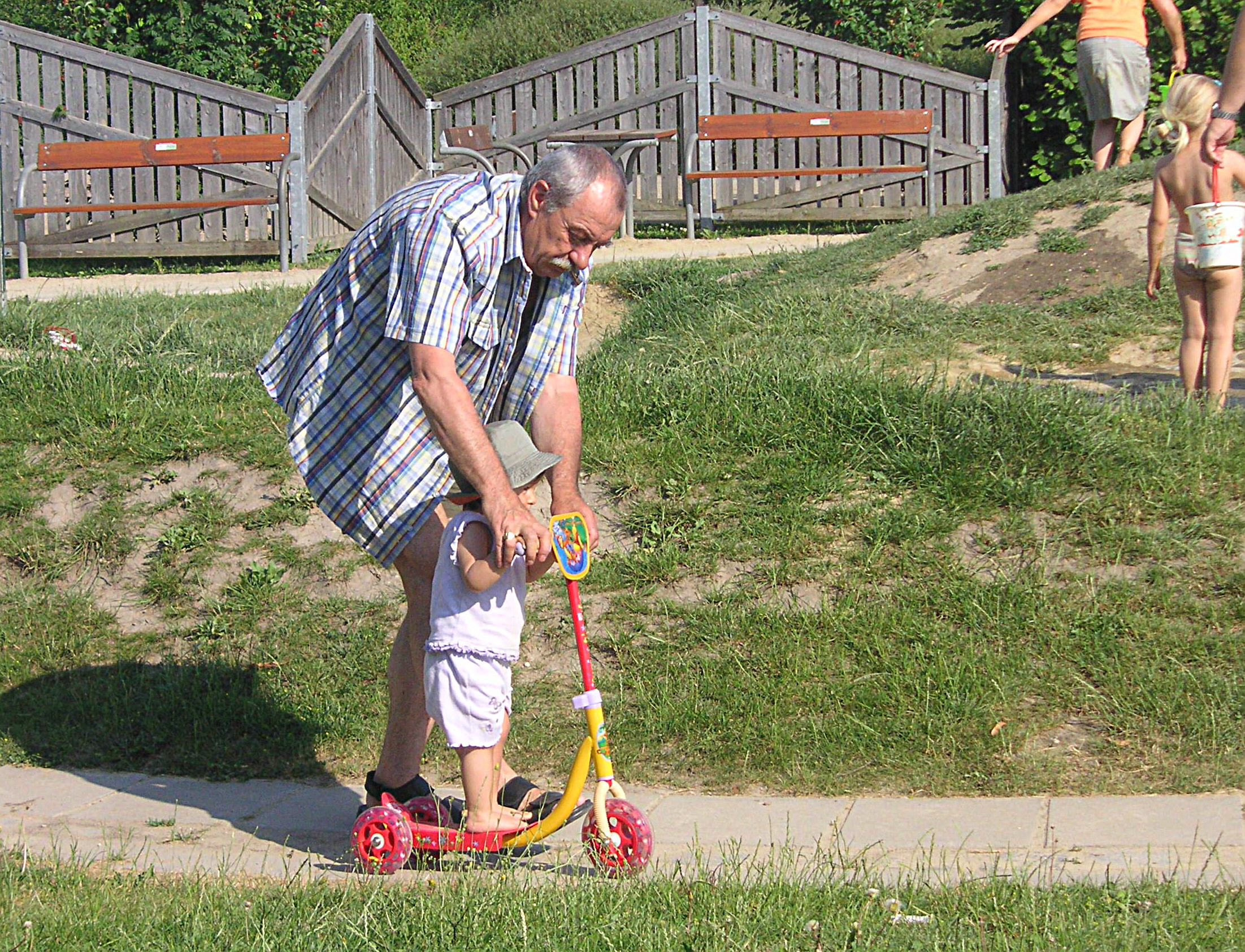
یک پدربزرگ به نوه‌اش استفاده از اسکوتر را یاد می‌دهد

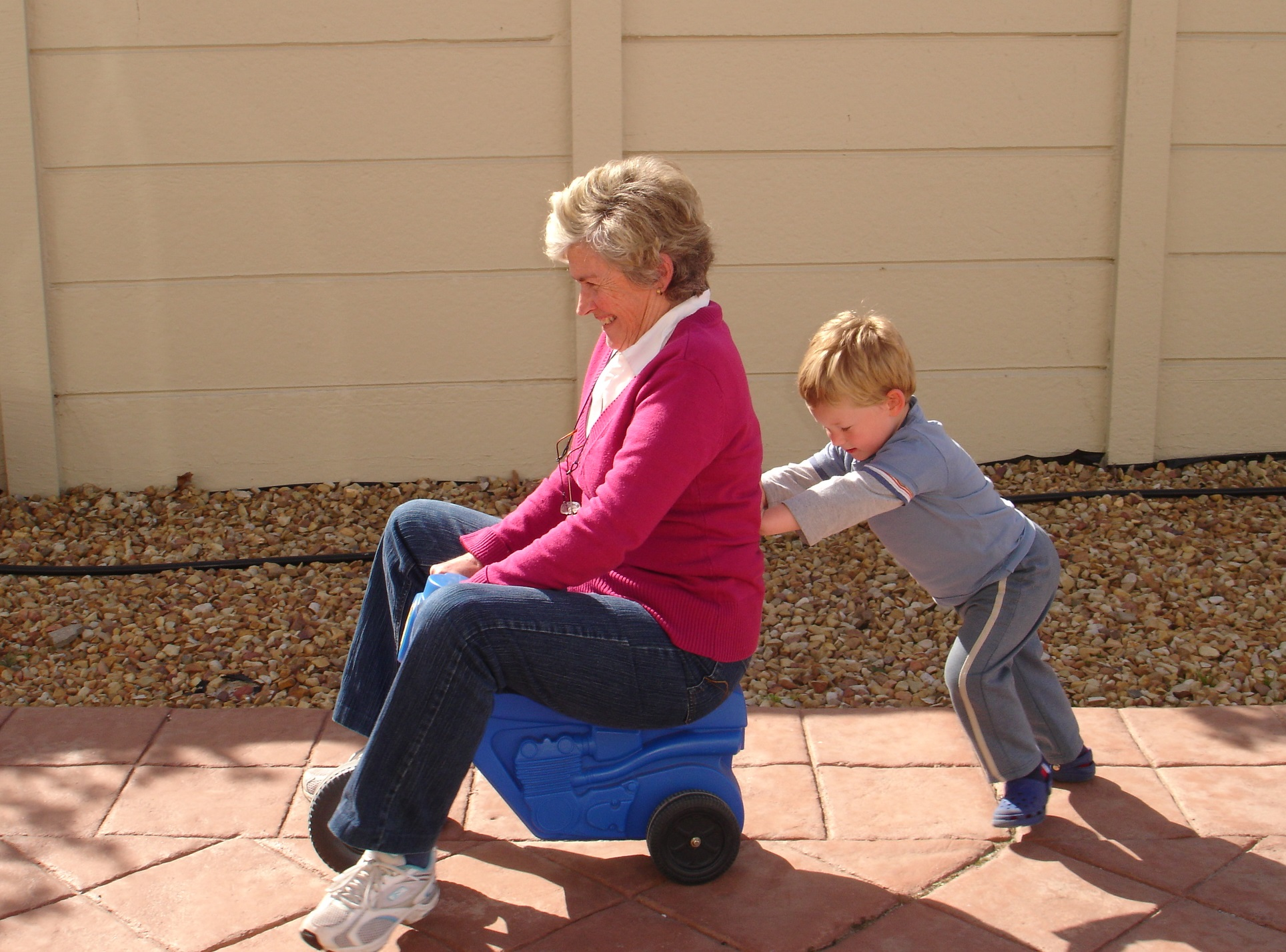
یک مادربزرگ با نوه‌اش بازی می‌کند.

پدربزرگ و مادربزرگ یا پدرکلان و مادرکلان والدین پدر یا مادر- پدری یا مادری یک شخص هستند. در مجموع چهار پدربزرگ و مادربزرگ، هشت پدر و مادر پدربزرگ و مادربزرگ، شانزده تا پدربزرگ و مادربزرگ پدربزرگ و مادربزرگ و غیره دارد. گرچه براساس شجره‌نامه تعدادکمتر می‌شود.
در تاریخ مدرن بشریت، حدود ۳۰۰۰۰ سال قبل تعداد افراد جدیدی که تا مادر بزرگ و پدربزرگ شدن زنده می‌ماندند به‌طور قابل ملاحظه‌ای افزایش یافت. با اطمینان نمی‌توان گفت چه عاملی موجب افزایش طول عمر شد، اما عقیده بر این است که یک نتیجه کلیدی که سه نسل با هم زنده می‌ماندند ذخیره اطلاعات بود که در غیر این صورت می‌توانست از بین برود. یک مثال از این اطلاعات مهم ممکن است نحوه پیدا کردن آب در زمان خشکسالی باشد.
در حالت‌هایی که پدر و مادر تمایل یا توانایی مواظبت درست از بچه هایشان را ندارند (مثلاً، مرگ یا بیماری پدر و مادر) اغلب پدر و مادر بزرگ نقش حامی اصلی را بازی می‌کنند. حتی در صورتی که مشکلی وجود نداشته باشد و به ویژه در فرهنگ‌های سنتی اغلب پدر و مادر بزرگ نقش مستقیم و شفافی را در پرورش، مواظبت و بزرگ کردن بچه‌ها به عهده دارند. بعد از پدر و مادر پدر بزرگ و مادر بزرگ فامیل درجه دوم هستند و ۲۵٪ ژن‌هایشان با بچه‌ها مشترک است.
والدین ناتنی پدر و مادر یا والدین پدر و مادر ناتنی یا پدر و مادر ناتنی پدر و مادر ناتنی پدربزرگ و مادر بزرگ ناتنی هستند. ممکن است در طی زمان از کلمات مختلفی برای صدا کردت اشخاص پیراستفاده شود و بیشتر خانواده‌ها از نام‌های مختلفی که خودشان می‌سازند استفاده کنند.

## جد بزرگ
والدین پدربزرگ و مادربزرگ، یا پدربزرگ و مادربزرگ یکی از اولیا با همان نام‌های پدربزرگ و مادربزرگ با اضافه کردن یک بزرگ برای هر نسلی که اضافه می‌شود نامیده می‌شوند.
زمانی که در مورد شجره‌نامه صحبت می‌شود برای جلوگیری از زیاد شدن کلمه بزرگ از اعداد ترتیبی هم می‌توان استفاده کرد، بنابراین پدربزرگ پدربزرگ می‌تواند دومین پدربزرگ و پدرِ پدربزرگ پدربزرگ سومین محسوب شود و همین‌طور الی آخر. بعضی از سایتها مانند گنی که در مورد شجره نامه‌ها صحبت می‌کنند از این روش استفاده می‌کنند.
افرادی که جد یکسانی دارند و خواهر و برادر یا عمه‌زاده، عموزاده، خاله‌زاده و دایی‌زاده مستقیم نیستند. نوهٔ خواهر و برادر پدربزرگ و مادربزرگ هستند.

## تاریخ کاربرد کلمه
تاریخ استفاده از کلمه بزرگ (grand) به اوایل قرن سیزدهم بر می‌گردد و از زبان آنگلو فرانسوی (graund) گرفته شده‌است، کلمه به عنوان ترجمه کلمه لاتین (magnus) استفاده
شد. پیشوند (grand) ترجمه مستقیم از کلمه (magnus) به انگلیسی است. در انگلیس باستان، پیشوند ealde)old) و elder)ieldra) استفاده شد.